# Liste ehemaliger Städte in Deutschland
Die Liste ehemaliger Städte in Deutschland enthält ehemalige Städte im heutigen Deutschland. Damit gemeint sind ehemals politisch selbständige Gemeinden mit Stadtrecht, die in andere Städte eingemeindet wurden, sich mit anderen Orten zu einer neuen Stadt oder Gemeinde anderen Namens vereinigt haben oder ihr Stadtrecht verloren hatten. Der Vollständigkeit halber sind auch solche Städte aufgeführt, die lediglich infolge der Eingemeindung anderer Orte ihren Namen geändert haben, obgleich diese streng genommen ihre Selbständigkeit nicht verloren haben.
Die Liste beschränkt sich im Wesentlichen auf den Zeitraum ab dem Ende des 19. Jahrhunderts, als Industrialisierung und erhöhte Verwaltungseffizienz zwei für die Zahl der Städte gegenläufige Entwicklungen verursachten: Einerseits wuchsen viele zuvor ländliche Gemeinden zu neuen Städten heran, andererseits gab es einen Konzentrationsprozess, bei dem sich größere Städte ihre kleineren Nachbargemeinden einverleibten, von denen manche erst kurz zuvor selbst das Stadtrecht erhalten hatten. Um diese Entwicklungen besser nachvollziehbar zu machen, ist bei Orten, die nur kurzzeitig Stadt waren, auch das Datum der Stadtrechtsverleihung genannt. Die genannten Entwicklungen halten, mit verlangsamter Geschwindigkeit, bis heute an.
Vorgänge, die vor ca. 1850 stattfanden, sind in dieser Liste nur bedingt aufgeführt; neben dem Problem, eine vollständige Liste zu erstellen, wäre es auch schwierig, diese Fälle genau abzugrenzen. Einige repräsentative Beispiele für solche ehemaligen Städte sind mittelalterliche Gründungen von Neustädten oder Vorstädten, die später mit den Altstädten vereinigt wurden (Beispiele: Erlangen oder Hildesheim), Teile von Doppelstädten (z. B. Berlin/Cölln und Rottenburg/Ehingen am Neckar) oder Orte, deren Stadtrecht infolge eines Bedeutungsverlusts in Vergessenheit geriet (Beispiele in Württemberg: Horrheim, Hohenhaslach oder Gutenberg). Des Weiteren gibt es Grenzfälle wie die Weichbilder Braunschweigs sowie zahlreiche Minderstädte.
Die Liste ist in Bezug auf Bayern, Bremen, Hamburg, Schleswig-Holstein und Berlin vermutlich vollständig, bei anderen Ländern vermutlich unvollständig.
Quellenangaben beziehen sich auf Bekanntmachungen in Gesetz- oder Amtsblättern oder auf Angaben der statistischen Landesämter. Informationen, die nicht mit einer Quellenangabe verbunden sind, sind Sekundärquellen wie Webseiten oder auch anderen Wikipedia-Artikeln entnommen. Da in diesen Sekundärquellen oftmals ungenaue Angaben über Datum und Art der Umbildung (Eingemeindung, Vereinigung oder Umbenennung) gemacht werden, sind diese Angaben teilweise mit Vorbehalt zu versehen.

## Nachweise
- Änderungen bei den Gemeinden, siehe Weblinks
- Gemeinden 1994, siehe Literatur
- Historisches Gemeindeverzeichnis, siehe Literatur

## Baden-Württemberg
Mit GABl bezeichnete Angaben beziehen sich auf die Fundstelle im Gemeinsamen Amtsblatt für Baden-Württemberg, GesBl bedeutet Gesetzblatt für Baden-Württemberg, RegBl Regierungsblatt für (das Königreich) Württemberg. Bekanntmachungen im Gemeinsamen Amtsblatt geben freiwillige Vereinbarungen der betroffenen Gemeinden wieder, Bekanntmachungen im Gesetzblatt beziehen sich in der Regel auf Landesgesetze (insbesondere das Gemeindereformgesetz, GesBl 248/1974).
| Name                     | von        | Grund                          | bis             | Grund                                        | Nachweis                                                           |
| ------------------------ | ---------- | ------------------------------ | --------------- | -------------------------------------------- | ------------------------------------------------------------------ |
| Aalen                    | 1339       | Ernennung                      | 20.06.1975      | zu Aalen-Wasseralfingen1                     | GesBl 248/1974, Historisches Gemeindeverzeichnis                   |
| Ballenberg               | 1306       | Ernennung                      | 30.11.1971      | zu Ravenstein2                               | GABl 28/1972, Historisches Gemeindeverzeichnis                     |
| Bartenstein              | vor 1850   | Ernennung                      | 31.12.1972      | zu Schrozberg3                               | GABl 96/1973, Historisches Gemeindeverzeichnis                     |
| Berneck                  | 1367       | Ernennung                      | 31.12.1971      | zu Altensteig                                | GABl 35/1972, Historisches Gemeindeverzeichnis                     |
| Bietigheim               | 1364       | Ernennung                      | 31.12.1974      | zu Bietigheim-Bissingen                      | GABl 844/1974, Historisches Gemeindeverzeichnis                    |
| Binsdorf                 | 1315       | Ernennung                      | 31.12.1973      | zu Geislingen4                               | GABl 869/1973, Historisches Gemeindeverzeichnis                    |
| Blumenfeld               | 1362       | Ernennung                      | 31.12.1972      | zu Tengen                                    | GABl 104/1973, Historisches Gemeindeverzeichnis                    |
| Böckingen                | 1919       | Ernennung                      | 31.05.1933      | zu Heilbronn                                 | RegBl 174/1933                                                     |
| Burkheim                 | um 1300    | Ernennung                      | 31.12.1974      | zu Oberrotweil5                              | GesBl 248/1974, Historisches Gemeindeverzeichnis                   |
| Cannstatt                | 11.12.1330 | Ernennung                      | 31.03.1905      | zu Stuttgart                                 | RegBl 39/1905                                                      |
| Durlach                  | 1234       | Ernennung                      | 1938            | zu Karlsruhe                                 |                                                                    |
| Ebingen                  | 1285       | Ernennung                      | 31.12.1974      | zu Albstadt                                  | GABl 661/1974, Historisches Gemeindeverzeichnis                    |
| Feuerbach                | 15.03.1907 | Ernennung                      | 1929            | zu Feuerbach-Weil im Dorf                    |                                                                    |
| Feuerbach-Weil im Dorf   | 1929       | aus Feuerbach und Weil im Dorf | 30.04.1933      | zu Stuttgart                                 | RegBl 109/1933                                                     |
| Freistett                | 1956/57    | Ernennung                      | 31.12.1974      | zu Freistett-Rheinbischofsheim6              | GesBl 248/1974, Historisches Gemeindeverzeichnis                   |
| Fürstenberg              | 1236       | Ernennung                      | 30.11.1971      | zu Hüfingen                                  | GABl 32/1972, Historisches Gemeindeverzeichnis                     |
| Gochsheim                | 1220 1951  | Ernennung erneute Ernennung    | 1935 31.08.1971 | Verlust des Stadtstatus zu Kraichtal         | GABl 932/19717, Historisches Gemeindeverzeichnis                   |
| Grötzingen               | 1304       | Ernennung                      | 31.12.1974      | zu Aichtal7                                  | Historisches Gemeindeverzeichnis                                   |
| Gutenberg                | 1360       | Ernennung                      | 1618/48         | Verlust des Stadtstatus                      |                                                                    |
| Hauenstein               | 1317       | Ernennung                      | 31.12.1971      | zu Laufenburg (Baden)                        | GABl 176/1972, Historisches Gemeindeverzeichnis                    |
| Heidelsheim              | 1286       | Ernennung                      | 30.09.1974      | zu Bruchsal                                  | GABl 184/1974, Historisches Gemeindeverzeichnis                    |
| Heiningen                | 1244       | Ernennung                      | 1285            | Verlust des Stadtstatus                      |                                                                    |
| Hilsbach                 | 1294       | Ernennung                      | 30.06.1971      | zu Sinsheim                                  | GABl 604/1971, Historisches Gemeindeverzeichnis                    |
| Hohenasperg              | 13. Jhd.   | Ernennung                      | 1909            | zu Asperg                                    |                                                                    |
| Hoheneck                 | 1345       | Ernennung                      | 1719            | Verlust des Stadtstatus                      |                                                                    |
| Hohenhaslach             | wohl 1230  | Ernennung                      | 1356            | Verlust des Stadtstatus                      |                                                                    |
| Hosskirch                | 1269       | Ernennung                      | 1286            | Verlust des Stadtstatus nach Verpfändung     | Homepage der Gemeinde                                              |
| Kleingartach             | 1299       | Ernennung                      | 30.11.1971      | zu Eppingen                                  | GABl 29/1972, Historisches Gemeindeverzeichnis                     |
| Korntal                  | 30.06.1958 | Ernennung                      | 31.12.1974      | zu Korntal-Münchingen                        | GABl 265/1958 und GesBl 248/1974, Historisches Gemeindeverzeichnis |
| Königshofen              | 1354 1530  | Ernennung erneute Ernennung    | 1526 31.12.1974 | Verlust des Stadtstatus zu Lauda-Königshofen | GesBl 248/1974, Historisches Gemeindeverzeichnis                   |
| Lauda                    | 1344       | Ernennung                      | 31.12.1974      | zu Lauda-Königshofen                         | GesBl 248/1974, Historisches Gemeindeverzeichnis                   |
| Leinfelden               | 26.04.1965 | Ernennung                      | 31.12.1974      | zu Leinfelden-Echterdingen                   | GABl 253/1965 und GesBl 248/1974, Historisches Gemeindeverzeichnis |
| Möhringen                | 1308       | Ernennung                      | 31.12.1972      | zu Tuttlingen                                | GABl 1419/1972, Historisches Gemeindeverzeichnis                   |
| Mühlburg                 | 1670       | Ernennung                      | 1886            | zu Karlsruhe                                 |                                                                    |
| Mundelsheim              | 1422       | Ernennung                      | ?               | Verlust des Stadtstatus                      |                                                                    |
| Neufreistett             | 1745       | Ernennung                      | 31.03.1929      | zu Freistett                                 | Badisches Gesetz- und Verordnungsblatt 1929, S. 17                 |
| Neustadt im Schwarzwald  | etwa 1250  | Ernennung                      | 30.06.1971      | zu Titisee-Neustadt                          | GABl 585, 607, 608/1971, Historisches Gemeindeverzeichnis          |
| Obergrombach             | 1337       | Ernennung                      | 30.06.1971      | zu Bruchsal                                  | GABl 496/1971, Historisches Gemeindeverzeichnis                    |
| Ochsenburg               | 1231       | Ernennung                      | 1807            | Verlust des Stadtstatus                      |                                                                    |
| Rotenberg                | 1338       | Ernennung                      | 31.12.1971      | zu Rauenberg8                                | GABl 105/1972, Historisches Gemeindeverzeichnis                    |
| Schwenningen am Neckar   | 1907       | Ernennung                      | 31.12.1971      | zu Villingen-Schwenningen                    | GesBl 291/1971, Historisches Gemeindeverzeichnis                   |
| Sindringen               | 1322       | Ernennung                      | 31.12.1971      | zu Forchtenberg                              | GABl 101/1972, Historisches Gemeindeverzeichnis                    |
| Steinbach                | 1258       | Ernennung                      | 30.06.1972      | zu Baden-Baden                               | GABl 840/1972, Historisches Gemeindeverzeichnis                    |
| Tailfingen               | 1930       | Ernennung                      | 31.12.1974      | zu Albstadt                                  | GABl 661/1974, Historisches Gemeindeverzeichnis                    |
| Tiengen/Hochrhein        | ?          | Ernennung                      | 31.12.1974      | zu Waldshut-Tiengen                          | GesBl 248/1974, Historisches Gemeindeverzeichnis                   |
| Unteröwisheim            | vor 1747   | Ernennung                      | 31.08.1971      | zu Kraichtal                                 | GABl 932/19717, Historisches Gemeindeverzeichnis                   |
| Villingen im Schwarzwald | 1294       | Ernennung                      | 31.12.1971      | zu Villingen-Schwenningen                    | GesBl 291/1971, Historisches Gemeindeverzeichnis                   |
| Waldshut                 | 1289       | Ernennung                      | 31.12.1974      | zu Waldshut-Tiengen                          | GesBl 248/1974, Historisches Gemeindeverzeichnis                   |
| Wasseralfingen           | 22.07.1951 | Ernennung                      | 20.06.1975      | zu Aalen-Wasseralfingen1                     | GesBl 248/1974, Historisches Gemeindeverzeichnis                   |
| Weißenstein              | 1391       | Ernennung                      | 31.12.1973      | zu Lauterstein                               | GABl 78/1974, Historisches Gemeindeverzeichnis                     |
| Zavelstein               | 1342       | Ernennung                      | 31.12.1974      | zu Bad Teinach-Zavelstein                    | GesBl 248/1974, Historisches Gemeindeverzeichnis                   |
| Zuffenhausen             | 23.04.1907 | Ernennung                      | 31.03.1931      | zu Stuttgart                                 | RegBl 228/1931                                                     |

Fußnoten
1 Die Stadt Aalen-Wasseralfingen wurde am 1. Juli 1975 in Aalen umbenannt (GesBl 749/1975).

2 Die Gemeinde Ravenstein wurde am 1. April 1974 zur Stadt ernannt.

3 Die Gemeinde Schrozberg wurde am 1. Januar 1973 zur Stadt ernannt (GABl 70/1973).

4 Die Gemeinde Geislingen wurde am 16. Dezember 1974 zur Stadt ernannt (GABl 2/1975).

5 Die Stadt Oberrotweil wurde am 15. April 1977 in Vogtsburg im Kaiserstuhl umbenannt (GABl 574/1977).

6 Die Stadt Freistett-Rheinbischofsheim wurde am 1. Januar 1975 in Rheinau umbenannt (GesBl 416/1975).

7 Die neue Stadt erhielt zunächst den Namen Grötzingen. Am 1. Januar 1978 wurde sie in Aichtal umbenannt.

8 Die Gemeinde Rauenberg wurde am 1. Januar 1975 zur Stadt ernannt (GABl 2/1975).

## Bayern
| Name                  | von        | Grund     | bis        | Grund                   | Nachweis                         |
| --------------------- | ---------- | --------- | ---------- | ----------------------- | -------------------------------- |
| Altomünster           | 1391       | Ernennung | 1823       | Verlust des Stadtstatus |                                  |
| Au                    | 1808       | Ernennung | 30.09.1854 | zu München              |                                  |
| Aufkirchen            | wohl 1170  | Ernennung | 1336       | Verlust des Stadtstatus | BayernAtlas                      |
| Babenhausen           | 1315       | Ernennung | vor 1471   | Verlust des Stadtstatus |                                  |
| Bertoldshofen         | wohl 1366  | Erwähnung | 1381       | Verlust des Stadtstatus | Schwaben-Atlas                   |
| Dattenhausen          | 1331       | Ernennung | 1370       | Verlust des Stadtstatus | BayernAtlas                      |
| Dießen am Ammersee    | 1231       | Erwähnung | nach 1248  | Verlust des Stadtstatus |                                  |
| Göggingen             | 24.05.1969 | Ernennung | 30.06.1972 | zu Augsburg             | Historisches Gemeindeverzeichnis |
| Haunstetten           | 06.09.1952 | Ernennung | 30.06.1972 | zu Augsburg             | Historisches Gemeindeverzeichnis |
| Heidingsfeld          | 1367       | Ernennung | 31.12.1929 | zu Würzburg             |                                  |
| Lechhausen            | 01.01.1900 | Ernennung | 31.12.1912 | zu Augsburg             |                                  |
| Maxhütte              | 04.07.1953 | Ernennung | 01.02.1956 | zu Maxhütte-Haidhof     |                                  |
| Milbertshofen         | 1910       | Ernennung | 31.03.1913 | zu München              |                                  |
| Mönchberg             | 1367       | Ernennung | ?          | Verlust des Stadtstatus |                                  |
| Neubrunn              | 1323       | Ernennung | ?          | Verlust des Stadtstatus |                                  |
| Neuburg an der Kammel | 1347       | Ernennung | 15. Jhd.   | Verlust des Stadtstatus | BayernAtlas                      |
| Pasing                | 1905       | Ernennung | 31.03.1938 | zu München              |                                  |
| Schwabing             | 1886       | Ernennung | 19.11.1890 | zu München              |                                  |
| Stadtamhof            | 1496       | Ernennung | 31.03.1924 | zu Regensburg           |                                  |
| Stadtlauringen        | 1484       | Ernennung | 1818       | Verlust des Stadtstatus | BayernAtlas                      |
| Stadtschwarzach       | 1409       | Ernennung | 1818       | Verlust des Stadtstatus | BayernAtlas                      |
| Sulzbach              | 1341       | Ernennung | 1934       | zu Sulzbach-Rosenberg   |                                  |
| Thüngen               | 1465       | Ernennung | 1825       | Verlust des Stadtstatus | BayernAtlas                      |

## Berlin
| Name                | von        | Grund                          | bis        | Grund                     | Nachweis                                               |
| ------------------- | ---------- | ------------------------------ | ---------- | ------------------------- | ------------------------------------------------------ |
| Berlin-Cölln        | 1307       | aus Berlin und Cölln           | 1410       | zu Berlin und Cölln       |                                                        |
| Berlin-Lichtenberg1 | 1907       | Ernennung                      | 30.09.1920 | zu Berlin                 | Groß-Berlin-Gesetz, Preußische Gesetzsammlung 123/1920 |
| Berlin-Schöneberg2  | 1898       | Ernennung                      | 30.09.1920 | zu Berlin                 | Groß-Berlin-Gesetz, Preußische Gesetzsammlung 123/1920 |
| Berlin-Wilmersdorf3 | 31.10.1906 | Ernennung                      | 30.09.1920 | zu Berlin                 | Groß-Berlin-Gesetz, Preußische Gesetzsammlung 123/1920 |
| Charlottenburg      | 1705       | Ernennung                      | 30.09.1920 | zu Berlin                 | Groß-Berlin-Gesetz, Preußische Gesetzsammlung 123/1920 |
| Cölln               | 1237 1410  | Ersterwähnung aus Berlin-Cölln | 1307 1710  | zu Berlin-Cölln zu Berlin |                                                        |
| Köpenick            | 1298       | Ernennung                      | 30.09.1920 | zu Berlin                 | Groß-Berlin-Gesetz, Preußische Gesetzsammlung 123/1920 |
| Neukölln4           | 1899       | Ernennung                      | 30.09.1920 | zu Berlin                 | Groß-Berlin-Gesetz, Preußische Gesetzsammlung 123/1920 |
| Spandau             | 1232       | Ernennung                      | 30.09.1920 | zu Berlin                 | Groß-Berlin-Gesetz, Preußische Gesetzsammlung 123/1920 |

Fußnoten
1 Die Stadt Lichtenberg wurde im Jahr 1912 in Berlin-Lichtenberg umbenannt.

2 Die Stadt Schöneberg wurde im Jahr 1912 in Berlin-Schöneberg umbenannt.

3 Die Stadt Deutsch-Wilmersdorf wurde im Jahr 1912 in Berlin-Wilmersdorf umbenannt.

4 Die Stadt Rixdorf wurde am 27. Januar 1912 in Neukölln umbenannt.

## Brandenburg
Mit SB bezeichnete Angaben sind dem Städtebuch Brandenburg und Berlin entnommen. Die zeitliche Angabe als Stadt ist eine ungefähre Angabe.
| Name               | von        | Grund                         | bis             | Grund                                      | Nachweis                     |
| ------------------ | ---------- | ----------------------------- | --------------- | ------------------------------------------ | ---------------------------- |
| Altfriedland       | 1450       | Ernennung                     | 1565            | Verlust des Stadtstatus                    | SB                           |
| Alt Ruppin         | ?          | Ernennung                     | 06.12.1993      | zu Neuruppin                               | Gemeindeverzeichnis 1994     |
| Babelsberg         | 01.04.1938 | aus Neubabelsberg und Nowawes | 31.03.1939      | zu Potsdam                                 |                              |
| Beiersdorf         | 1284       | Ernennung                     | 14. Jhd.        | Verlust des Stadtstatus                    | SB                           |
| Biesenbrow         | 1485       | Ernennung                     | 1531            | Verlust des Stadtstatus                    | SB                           |
| Blankensee         | 1485       | Ernennung                     | 1598            | Verlust des Stadtstatus                    | SB                           |
| Blumberg           | 1454       | Ernennung                     | 1644            | Verlust des Stadtstatus                    | SB                           |
| Boitzenburg        | 1365       | Ernennung                     | 1687            | Verlust des Stadtstatus                    | SB                           |
| Doberlug           | 1664       | Ernennung                     | 30.06.1950      | zu Doberlug-Kirchhain                      | Gemeindeverzeichnis 1994     |
| Dossow             | 1274       | Ernennung                     | 1591            | Verlust des Stadtstatus                    | SB                           |
| Fahrland           | 1375       | Ernennung                     | 1571            | Verlust des Stadtstatus                    | SB                           |
| Falkenhagen        | 1369       | Ernennung                     | 1752            | Aufhebung des Stadtstatus                  | SB                           |
| Fehrbellin         | 1294       | Ernennung                     | 25.10.2003      | Verlust des Stadtstatus                    | Änderungen bei den Gemeinden |
| Finow              | 01.10.1935 | Ernennung                     | 21.03.1970      | zu Eberswalde-Finow                        | Gemeindeverzeichnis 1994     |
| Freyenstein        | 1287 1865  | Ernennung erneute Ernennung   | 1808 25.10.2003 | Verlust des Stadtstatus zu Wittstock/Dosse | Änderungen bei den Gemeinden |
| Fürstenberg (Oder) | 1293       | Ernennung                     | 12.11.1961      | zu Eisenhüttenstadt                        |                              |
| Fürstenwerder      | 1323       | Ernennung                     | 1817            | Verlust des Stadtstatus                    | SB                           |
| Görzke             | 1283       | Ernennung                     | 18. Jhd.        | Verlust des Stadtstatus                    | SB                           |
| Golzow             | 1335       | Ernennung                     | 1715            | Verlust des Stadtstatus                    | SB                           |
| Gramzow            | 1288       | Ernennung                     | 1585            | Verlust des Stadtstatus                    | SB                           |
| Greiffenberg       | 1261 1935  | Ernennung erneute Ernennung   | 1922 31.12.2002 | Verlust des Stadtstatus zu Angermünde      | MI                           |
| Groß Fredenwalde   | 1473       | Ernennung                     | 1769            | Verlust des Stadtstatus                    | SB                           |
| Hohenfinow         | 1375       | Ernennung                     | 1713            | Verlust des Stadtstatus                    | SB                           |
| Jagow              | 1319       | Ernennung                     | 1540            | Verlust des Stadtstatus                    | SB                           |
| Ketschendorf       | 1930       | Ernennung                     | ?               | Verlust des Stadtstatus                    |                              |
| Kirchhain          | 1473       | Ernennung                     | 30.06.1950      | zu Doberlug-Kirchhain                      | Gemeindeverzeichnis 1994     |
| Kloster Zinna      | 1775       | Ernennung                     | 1929            | Verlust des Stadtstatus                    | SB                           |
| Mückenberg         | 1467       | Ernennung                     | ?               | Verlust des Stadtstatus                    |                              |
| Niederfinow        | 1308       | Ernennung                     | 1745            | Verlust des Stadtstatus                    | SB                           |
| Nowawes            | Ende 1924  | Ernennung                     | 1938            | zu Babelsberg                              |                              |
| Plaue              | 1411       | Ernennung                     | 24.07.1952      | zu Brandenburg an der Havel                | Gemeindeverzeichnis 1994     |
| Potzlow            | 1287       | Ernennung                     | 1608            | Verlust des Stadtstatus                    | SB                           |
| Pritzerbe          | 1225       | Ernennung                     | 31.01.2002      | zu Havelsee                                | Änderungen bei den Gemeinden |
| Saarmund           | 1375       | Ernennung                     | 1862            | Verlust des Stadtstatus                    | SB                           |
| Stalinstadt1       | 01.02.1953 | aus dem Kreis Fürstenberg     | 12.11.1961      | zu Eisenhüttenstadt                        | Gemeindeverzeichnis 1994     |
| Stolpe             | 1286       | Ernennung                     | 1778            | Verlust des Stadtstatus                    | SB                           |
| Uebigau            | 1303       | Ernennung                     | 30.12.2001      | zu Wahrenbrück                             | Änderungen bei den Gemeinden |
| Vierraden          | 1515       | Ernennung                     | 25.10.2003      | zu Schwedt/Oder                            | Änderungen bei den Gemeinden |
| Wiesenburg         | 1443       | Ernennung                     | 1592            | Verlust des Stadtstatus                    | SB                           |
| Wildberg           | 1445       | Ernennung                     | 1637            | Verlust des Stadtstatus                    | SB                           |
| Wusterhausen/Dosse | 1291       | Ernennung                     | 31.12.1997      | Verlust des Stadtstatus                    | Änderungen bei den Gemeinden |

Fußnoten
1 Die EKO-Wohnstadt wurde am 7. Mai 1953 in Stalinstadt umbenannt.

2 Die Stadt Wahrenbrück wurde am 1. Januar 2002 in Uebigau-Wahrenbrück umbenannt.

## Bremen
| Name        | von        | Grund     | bis        | Grund          | Nachweis          |
| ----------- | ---------- | --------- | ---------- | -------------- | ----------------- |
| Geestemünde | 01.01.1913 | Ernennung | 17.10.1924 | zu Wesermünde1 |                   |
| Lehe        | 01.04.1920 | Ernennung | 17.10.1924 | zu Wesermünde1 |                   |
| Vegesack    | 1852       | Ernennung | 31.10.1938 | zu Bremen      | RGBl. I 2041/1939 |

Außerdem sei folgende versuchte Stadtgründung erwähnt:
- Carlsburg (Lehe), zwei Gründungsversuche in den 1670er und 1680er Jahren

Fußnote
1 Die Stadt Wesermünde wurde am 1. November 1939 um die Stadt Bremerhaven erweitert (RGBl. I 2041/1939) und am 1. Januar 1947 in Bremerhaven umbenannt.

## Hamburg
Hinweis: Durch das Groß-Hamburg-Gesetz gingen 1937 die preußischen Städte Altona, Harburg-Wilhelmsburg und Wandsbek an das Land Hamburg (Städte Cuxhaven und Geesthacht an Preußen). 1938 wurden alle hamburgischen Städte und Gemeinden zur Einheitsgemeinde 'Hansestadt Hamburg' zusammengefasst.
| Name                 | von        | Grund                        | bis        | Grund                   | Nachweis            |
| -------------------- | ---------- | ---------------------------- | ---------- | ----------------------- | ------------------- |
| Altona               | 23.08.1664 | Ernennung                    | 31.03.1938 | zu Hamburg              | Groß-Hamburg-Gesetz |
| Bergedorf            | 1275       | Ernennung                    | 31.03.1938 | zu Hamburg              | Groß-Hamburg-Gesetz |
| Harburg              | 1297       | Ernennung                    | 30.06.1927 | zu Harburg-Wilhelmsburg |                     |
| Harburg-Wilhelmsburg | 01.07.1927 | aus Harburg und Wilhelmsburg | 31.03.1938 | zu Hamburg              | Groß-Hamburg-Gesetz |
| Ottensen             | 1871       | Ernennung                    | 1889       | zu Altona               |                     |
| Wandsbek             | 01.06.1870 | Ernennung                    | 31.03.1938 | zu Hamburg              | Groß-Hamburg-Gesetz |
| Wilhelmsburg         | 1925       | Ernennung                    | 30.06.1927 | zu Harburg-Wilhelmsburg |                     |

## Hessen
Mit GVBl versehene Angaben beziehen sich auf die Fundstelle im Gesetz- und Verordnungsblatt für das Land Hessen.
| Name                 | von        | Grund                                         | bis                 | Grund                                          | Nachweis                                                          |
| -------------------- | ---------- | --------------------------------------------- | ------------------- | ---------------------------------------------- | ----------------------------------------------------------------- |
| Adolfseck            | 1367       | Ernennung                                     | 1618/48             | Verlust des Stadtstatus                        | Pfalzatlas, www.adolfseck.de                                      |
| Altwildungen         | 1362       | Ernennung                                     | 1940                | zu Bad Wildungen                               |                                                                   |
| Assenheim            | ?          | Ernennung                                     | 30.11.1970          | zu Niddatal                                    | Historisches Gemeindeverzeichnis                                  |
| Bad Soden            | 1296       | Ernennung                                     | 30.06.1974          | zu Bad Soden-Salmünster                        | GVBl 149/1974, Historisches Gemeindeverzeichnis                   |
| Beerfelden           | 1328       | Ernennung                                     | 31.12.2017          | zu Oberzent                                    | Änderungen bei den Gemeinden                                      |
| Bergen-Enkheim       | 1968       | Ernennung                                     | 31.12.1976          | zu Frankfurt am Main                           | GVBl 149/1974, Historisches Gemeindeverzeichnis                   |
| Biebrich             | 1876       | Ernennung                                     | 30.09.1926          | zu Wiesbaden                                   |                                                                   |
| Bockenheim           | 10.08.1822 | Ernennung                                     | 31.03.1895          | zu Frankfurt am Main                           |                                                                   |
| Breidenstein         | 1398       | Ernennung                                     | 30.06.1974          | zu Biedenkopf                                  | GVBl 154/1974, Historisches Gemeindeverzeichnis                   |
| Dörnigheim           | 1964       | Ernennung                                     | 30.06.1974          | zu Maintal                                     | GVl 149/1974, Historisches Gemeindeverzeichnis                    |
| Dreieichenhain       | 1256       | Ernennung                                     | 31.12.1976          | zu Dreieich                                    | GVBl 316/1974, Historisches Gemeindeverzeichnis                   |
| Erbenheim            | 1423       | Ernennung                                     | 31.03.1928          | zu Wiesbaden                                   |                                                                   |
| Freienhagen          | 1253       | Ernennung                                     | 31.12.1973          | zu Waldeck                                     | GVBl 359/1973, Historisches Gemeindeverzeichnis                   |
| Fürstenberg          | 1254       | Ernennung                                     | 30.09.1971          | zu Lichtenfels                                 | Historisches Gemeindeverzeichnis                                  |
| Großauheim           | 01.07.1956 | Ernennung                                     | 30.06.1974          | zu Hanau                                       | GVl 149/1974, Historisches Gemeindeverzeichnis                    |
| Großen-Linden        | 1605       | Ernennung                                     | 31.12.1976          | zu Linden                                      | GVl 237/1974, Historisches Gemeindeverzeichnis                    |
| Grüningen            | 1459       | Ernennung                                     | 31.12.1970          | zu Pohlheim                                    | Historisches Gemeindeverzeichnis                                  |
| Heftrich             | 13.01.1367 | Ernennung                                     | 30.12.1970          | zu Idstein                                     | Historisches Gemeindeverzeichnis                                  |
| Helmarshausen        | 1220       | Ernennung                                     | 31.07.1972          | zu Bad Karlshafen                              | GVBl 225/1972, Historisches Gemeindeverzeichnis                   |
| Hering               | 1374       | Bezeichnung als Heringes die stat             | 31.12.1971          | zu Otzberg                                     | Historisches Gemeindeverzeichnis                                  |
| Höchst               | nach 1355  | Ernennung                                     | 31.03.1928          | zu Frankfurt am Main                           |                                                                   |
| Kastel               | ?          | Ernennung                                     | 31.03.1908          | zu Mainz1                                      |                                                                   |
| Lahn                 | 01.01.1977 | aus Gießen, Wetzlar und 14 weiteren Gemeinden | 31.07.1979          | zu Gießen, Wetzlar und drei weiteren Gemeinden | GVBl 237/1974 und GVBl 179/1979, Historisches Gemeindeverzeichnis |
| Landau               | 1294       | Ernennung                                     | 31.12.1973          | zu Arolsen                                     | GVBl 359/1973, Historisches Gemeindeverzeichnis                   |
| Lichtenberg          | 1312       | Ernennung                                     | ca. 1945            | Verlust des Stadtstatus                        | www.schloss-lichtenberg.de, Pfalzatlas                            |
| Lißberg              | 1604       | Ernennung                                     | wohl im 18. Jhd.    | Verlust des Stadtstatus                        |                                                                   |
| Mengeringhausen      | 1301       | Ernennung                                     | 31.12.1973          | zu Arolsen                                     | GVBl 359/1973, Historisches Gemeindeverzeichnis                   |
| Merenberg            | 1290       | Ernennung                                     | Anfang des 18. Jhd. | Verlust des Stadtstatus                        | www.merenberg.de                                                  |
| Mörfelden            | 05.03.1968 | Ernennung                                     | 31.12.1976          | zu Waldfelden2                                 | GVBl 314/1974, Historisches Gemeindeverzeichnis                   |
| Neustadt im Odenwald | nach 1378  | Ernennung                                     | 30.09.1971          | zu Breuberg                                    | Historisches Gemeindeverzeichnis                                  |
| Niederbrechen        | 15.01.1363 | Ernennung                                     | Mitte des 16. Jhd.  | Verlust des Stadtstatus                        |                                                                   |
| Rhoden               | 1244       | Ernennung                                     | 31.10.1970          | zu Diemelstadt                                 | Historisches Gemeindeverzeichnis                                  |
| Rödelheim            | 07.06.1885 | Ernennung                                     | 31.03.1910          | zu Frankfurt am Main                           |                                                                   |
| Sachsenberg          | 1262       | Ernennung                                     | 30.09.1971          | zu Lichtenfels                                 | Historisches Gemeindeverzeichnis                                  |
| Sachsenhausen        | 1246       | Ernennung                                     | 30.09.1971          | zu Waldeck                                     | Historisches Gemeindeverzeichnis                                  |
| Salmünster           | 1320       | Ernennung                                     | 30.06.1974          | zu Bad Soden-Salmünster                        | GVBl 149/1974, Historisches Gemeindeverzeichnis                   |
| Schaafheim           | 1368       | Ernennung                                     | um 1648             | Verlust des Stadtstatus                        |                                                                   |
| Schweinsberg         | 1332       | Ernennung                                     | ?                   | Verlust des Stadtstatus                        |                                                                   |
| Sonnenberg           | 29.07.1351 | Ernennung                                     | 27.10.1926          | zu Wiesbaden                                   | Pfalzatlas                                                        |
| Sprendlingen         | 1947       | Ernennung                                     | 31.12.1976          | zu Dreieich                                    | GVBl 316/1974. Historisches Gemeindeverzeichnis                   |
| Steinheim am Main    | etwa 1320  | Ernennung                                     | 30.06.1974          | zu Hanau                                       | GVBl 149/1974, Historisches Gemeindeverzeichnis                   |
| Treysa               | 1270       | Ernennung                                     | 30.12.1970          | zu Schwalmstadt                                | Historisches Gemeindeverzeichnis                                  |
| Walldorf             | 1962       | Ernennung                                     | 31.12.1976          | zu Waldfelden2                                 | GVBl 314/1974, Historisches Gemeindeverzeichnis                   |
| Wehrheim             | 1372       | Ernennung                                     | 1814                | Verlust des Stadtstatus                        |                                                                   |
| Windecken            | 1288       | Ernennung                                     | 31.12.1969          | zu Nidderau                                    |                                                                   |
| Ziegenhain           | 1274       | Ernennung                                     | 30.12.1970          | zu Schwalmstadt                                | Historisches Gemeindeverzeichnis                                  |
| Züschen              | 1322       | Ernennung                                     | 31.12.1973          | zu Fritzlar                                    | GVBl 356/1973, Historisches Gemeindeverzeichnis                   |

Fußnoten
1 Die Mainzer Stadtteile Amöneburg, Kastel und Kostheim wurden am 25. Juli 1945 nach Wiesbaden umgegliedert.

2 Die Stadt Waldfelden wurde am 1. Januar 1978 in Mörfelden-Walldorf umbenannt.

## Mecklenburg-Vorpommern
| Name      | von  | Grund     | bis        | Grund                        | Nachweis                     |
| --------- | ---- | --------- | ---------- | ---------------------------- | ---------------------------- |
| Damgarten | 1258 | Ernennung | 30.06.1950 | zu Ribnitz-Damgarten         | Gemeindeverzeichnis 1994     |
| Feldberg  | 1919 | Ernennung | 12.06.1999 | zu Feldberger Seenlandschaft | Änderungen bei den Gemeinden |
| Ribnitz   | 1257 | Ernennung | 30.06.1950 | zu Ribnitz-Damgarten         | Gemeindeverzeichnis 1994     |
| Strelitz  | 1349 | Ernennung | 1931       | zu Neustrelitz               | Deutsches Städtebuch         |

## Niedersachsen
| Name              | von        | Grund                         | bis         | Grund                                   | Nachweis                             |
| ----------------- | ---------- | ----------------------------- | ----------- | --------------------------------------- | ------------------------------------ |
| Altenau           | 1617       | Ernennung                     | 31.12.2014  | zu Clausthal-Zellerfeld                 | Historisches Gemeindeverzeichnis     |
| Aschendorf/Ems    | 07.09.1952 | Ernennung                     | 31.12.1972  | zu Papenburg                            | Historisches Gemeindeverzeichnis     |
| Bad Grund (Harz)  | 1532       | Ernennung                     | 28.02.2013  | Verlust des Stadtstatus                 | Änderungen bei den Gemeinden         |
| Bardowick         | 972        | Ernennung                     | 1180        | Verlust des Stadtstatus                 |                                      |
| Bodenfelde        | 1437       | Ernennung durch Otto II       | bald darauf | Verlust des Stadtstatus (wurde Flecken) |                                      |
| Clausthal         | 1554       | Ernennung                     | 1924        | zu Clausthal-Zellerfeld                 |                                      |
| Christiansburg    | 1675       | Ernennung                     | 1693        | Verlust des Stadtstatus                 |                                      |
| Coppenbrügge      | 1618       | Ernennung                     | bald darauf | Verlust des Stadtstatus                 |                                      |
| Eldagsen          | 1355       | Ernennung                     | 28.02.1974  | zu Springe                              | Historisches Gemeindeverzeichnis     |
| Fallersleben      | 1929       | Ernennung                     | 30.06.1972  | zu Wolfsburg                            | Historisches Gemeindeverzeichnis     |
| Hedemünden        | 1645       | Ernennung                     | 1930        | Verzicht auf den Stadtstatus            |                                      |
| Heppens           | 1907       | Ernennung                     | 30.04.1911  | zu Rüstringen                           | Änderungen bei den Gemeinden         |
| Hornburg          | 1528       | Ernennung                     | 31.10.2013  | zu Schladen-Werla                       | Änderungen bei den Gemeinden         |
| Langen            | 01.07.1990 | Ernennung                     | 31.12.2014  | zu Geestland                            | Änderungen bei den Gemeinden         |
| Lautenthal        | 1560       | Ernennung                     | 30.06.1972  | zu Langelsheim                          | Historisches Gemeindeverzeichnis     |
| Linden            | 1885       | Ernennung                     | 31.12.1919  | zu Hannover                             |                                      |
| Misburg           | 29.07.1963 | Ernennung                     | 28.02.1974  | zu Hannover                             | Historisches Gemeindeverzeichnis     |
| Nörten            | 1360       | Ernennung                     | bald darauf | Verlust des Stadtstatus                 |                                      |
| Oker              | 1952       | Ernennung                     | 30.06.1972  | zu Goslar                               | Historisches Gemeindeverzeichnis     |
| Oldenstadt        | nach 1180  | Ernennung                     | ?           | Verlust des Stadtstatus                 |                                      |
| Rehburg           | 1648       | Ernennung                     | 28.02.1974  | zu Rehburg-Loccum                       | Historisches Gemeindeverzeichnis     |
| Rosenthal         | 1240       | Ernennung                     | 1255        | Verlust des Stadtstatus                 |                                      |
| Rüstringen        | 01.05.1911 | aus Heppens, Bant und Neuende | 31.03.1937  | zu Wilhelmshaven                        | Groß-Hamburg-Gesetz, RGBl. I 91/1937 |
| Sankt Andreasberg | 1537       | Ernennung                     | 31.10.2011  | zu Braunlage                            | Änderungen bei den Gemeinden         |
| Vienenburg        | 1935       | Ernennung                     | 31.12.2013  | zu Goslar                               | Änderungen bei den Gemeinden         |
| Vorsfelde         | 11.10.1955 | Ernennung                     | 30.06.1972  | zu Wolfsburg                            | Historisches Gemeindeverzeichnis     |
| Wallensen         | 1351       | Ernennung                     | 1525        | Verlust des Stadtstatus                 |                                      |
| Wildemann         | 1534       | Ernennung                     | 31.12.2014  | zu Clausthal-Zellerfeld                 | Änderungen bei den Gemeinden         |
| Zellerfeld        | 1532       | Ernennung                     | 1924        | zu Clausthal-Zellerfeld                 |                                      |

## Nordrhein-Westfalen
Mit GV.NW versehene Angaben beziehen sich auf die Fundstelle im Gesetz- und Verordnungsblatt für das Land Nordrhein-Westfalen.
| Name                  | von                   | Grund                                        | bis                   | Grund                                        | Nachweis                                                                       |
| --------------------- | --------------------- | -------------------------------------------- | --------------------- | -------------------------------------------- | ------------------------------------------------------------------------------ |
| Allendorf             | 1407                  | Befestigung                                  | 1802/1858             | Verlust des Stadtstatus                      |                                                                                |
| Angermund             | 1856                  | Ernennung                                    | 31.12.1974            | zu Düsseldorf                                | GV.NW. 890/1974, Historisches Gemeindeverzeichnis                              |
| Anholt                | 1349                  | Ernennung                                    | 31.12.1974            | zu Isselburg                                 | Münster/Hamm-Gesetz, GV.NW. 416/1974, Historisches Gemeindeverzeichnis         |
| Bad Godesberg         | 1935                  | Ernennung                                    | 31.07.1969            | zu Bonn                                      | Bonn-Gesetz, GV.NW 236/1969                                                    |
| Barmen                | 03.02.1808            | Ernennung                                    | 31.07.1929            | zu Barmen-Elberfeld1                         |                                                                                |
| Belecke               | 1296                  | Ernennung                                    | 31.12.1974            | zu Warstein                                  | Münster/Hamm-Gesetz, GV.NW. 416/1974, Historisches Gemeindeverzeichnis         |
| Bensberg              | 1947                  | Ernennung                                    | 31.12.1974            | zu Bergisch Gladbach                         | Köln-Gesetz, GV.NW. 1072/1974, Historisches Gemeindeverzeichnis                |
| Bergisch Neukirchen2  | 24.04.1857            | Ernennung                                    | 31.12.1974            | zu Leverkusen                                | Köln-Gesetz, GV.NW. 1072/1974, Historisches Gemeindeverzeichnis                |
| Beuel                 | 1952                  | Ernennung                                    | 31.07.1969            | zu Bonn                                      | Bonn-Gesetz, GV.NW 236/1969                                                    |
| Bevergern             | 1366                  | Ernennung                                    | 1856                  | Verlust des Stadtstatus                      |                                                                                |
| Bigge-Olsberg         | 01.07.1969            | aus Bigge und Olsberg                        | 01.01.1975            | zu Olsberg                                   | Sauerland/Paderborn-Gesetz, GV.NW. 1224/1974, Historisches Gemeindeverzeichnis |
| Blankenberg           | 1245                  | Ernennung                                    | 1805                  | Verlust des Stadtstatus                      |                                                                                |
| Blankenstein          | 1966                  | Ernennung                                    | 31.12.1969            | zu Hattingen                                 |                                                                                |
| Bockum-Hövel          | 15.05.1956            | Ernennung                                    | 31.12.1974            | zu Hamm                                      | Münster/Hamm-Gesetz, GV.NW. 416/1974, Historisches Gemeindeverzeichnis         |
| Borgholz              | 1295                  | Ernennung                                    | 1856                  | Verlust des Stadtstatus                      |                                                                                |
| Borghorst             | 21.05.1950            | Ernennung                                    | 31.12.1974            | zu Steinfurt                                 | Münster/Hamm-Gesetz, GV.NW. 416/1974, Historisches Gemeindeverzeichnis         |
| Brackwede             | 03.07.1956            | Ernennung                                    | 31.12.1972            | zu Bielefeld                                 | Bielefeld-Gesetz, GV.NW. 284/1972, Historisches Gemeindeverzeichnis            |
| Bredenborn            | 1332 1929             | Ernennung erneute Ernennung                  | 1856 31.12.1969       | Verlust des Stadtstatus zu Marienmünster     |                                                                                |
| Büderich              | etwa 1260/75          | Ernennung                                    | 1806                  | Verlust des Stadtstatus                      |                                                                                |
| Buer                  | 1911                  | Ernennung                                    | 31.03.1928            | zu Gelsenkirchen-Buer3                       |                                                                                |
| Burg an der Wupper    | 14.11.1825            | Ernennung                                    | 31.12.1974            | zu Solingen                                  | Düsseldorf-Gesetz, GV.NW. 890/1974, Historisches Gemeindeverzeichnis           |
| Burgsteinfurt         | 1347                  | Ernennung                                    | 31.12.1974            | zu Steinfurt                                 | Münster/Hamm-Gesetz, GV.NW. 416/1974, Historisches Gemeindeverzeichnis         |
| Burtscheid            | 1815                  | Ernennung                                    | 31.12.1896            | zu Aachen                                    |                                                                                |
| Castrop               | 01.04.1902            | Ernennung                                    | 31.03.1926            | zu Castrop-Rauxel                            |                                                                                |
| Cronenberg            | 1827                  | Ernennung                                    | 31.07.1929            | zu Barmen-Elberfeld1                         |                                                                                |
| Deutz                 | 1230 12.06.1806       | Ernennung erneute Ernennung                  | 1583? 31.03.1888      | Verlust des Stadtstatus zu Köln              |                                                                                |
| Dorp                  | 04.09.1856            | Ernennung                                    | 1889                  | zu Solingen                                  |                                                                                |
| Dringenberg           | 1323                  | Ernennung                                    | 1856                  | Verlust des Stadtstatus                      |                                                                                |
| Dülken                | 1364                  | Ernennung                                    | 31.12.1969            | zu Viersen                                   |                                                                                |
| Ehrenfeld             | 08.10.1879            | Ernennung                                    | 31.03.1888            | zu Köln                                      |                                                                                |
| Eiserfeld             | 01.07.1966            | Ernennung                                    | 31.12.1974            | zu Siegen                                    | Sauerland/Paderborn-Gesetz, GV.NW. 1224/1974, Historisches Gemeindeverzeichnis |
| Elberfeld             | 10.08.1610            | Ernennung                                    | 31.07.1929            | zu Barmen-Elberfeld1                         |                                                                                |
| Eversberg             | 1242                  | Ernennung                                    | 1856                  | Verlust des Stadtstatus                      |                                                                                |
| Freckenhorst          | 1714                  | Ernennung                                    | 1856                  | Verlust des Stadtstatus                      |                                                                                |
| Fredeburg             | 1362                  | Ernennung                                    | 1856                  | Verlust des Stadtstatus                      |                                                                                |
| Gehrden               | 1319                  | Ernennung                                    | 1856                  | Verlust des Stadtstatus                      |                                                                                |
| Gemünd                | 1319                  | Ernennung                                    | 31.12.1971            | zu Schleiden                                 | Aachen-Gesetz, GV.NW. 414/1971, Historisches Gemeindeverzeichnis               |
| Gerresheim            | vor 1390              | Ernennung                                    | 31.03.1909            | zu Düsseldorf                                |                                                                                |
| Gladbach-Rheydt       | 01.08.1929            | aus München-Gladbach, Odenkirchen und Rheydt | 31.03.1933            | zu München-Gladbach und Rheydt               |                                                                                |
| Gräfrath              | vor 1845              | Ernennung                                    | 31.07.1929            | zu Solingen                                  |                                                                                |
| Grieth                | 1250                  | Ernennung                                    | 1806                  | Verlust des Stadtstatus                      |                                                                                |
| Griethausen           | 1373/74               | Ernennung                                    | 1806                  | Verlust des Stadtstatus                      |                                                                                |
| Hamborn               | 20.03.1911            | Ernennung                                    | 31.07.1929            | zu Duisburg-Hamborn                          |                                                                                |
| Haspe                 | 20.12.1873            | Ernennung                                    | 31.07.1929            | zu Hagen                                     |                                                                                |
| Hausberge a. d. Porta | 1548                  | Ernennung                                    | 31.12.1972            | zu Porta Westfalica                          | Bielefeld-Gesetz, GV.NW. 284/1972, Historisches Gemeindeverzeichnis            |
| Heessen               | 28.04.1964            | Ernennung                                    | 31.12.1974            | zu Hamm                                      | Münster/Hamm-Gesetz, GV.NW. 416/1974, Historisches Gemeindeverzeichnis         |
| Herbede               | 14.07.1951            | Ernennung                                    | 31.12.1974            | zu Witten                                    | Ruhrgebiet-Gesetz, GV.NW. 256/1974, Historisches Gemeindeverzeichnis           |
| Hirschberg            | 1308                  | Ernennung                                    | 1856                  | Verlust des Stadtstatus                      |                                                                                |
| Hitdorf               | 26.10.1857            | Ernennung                                    | 31.08.1960            | zu Monheim4                                  |                                                                                |
| Hohenlimburg          | 1903                  | Ernennung                                    | 31.12.1974            | zu Hagen                                     | Sauerland/Paderborn-Gesetz, GV.NW. 1224/1974, Historisches Gemeindeverzeichnis |
| Höhscheid             | 04.09.1858            | Ernennung                                    | 31.07.1929            | zu Solingen                                  |                                                                                |
| Holten                | 26.04.1309            | Ernennung                                    | 30.06.1917            | zu Sterkrade                                 |                                                                                |
| Homberg/Niederrhein   | 12.02.1921            | Ernennung                                    | 31.12.1974            | zu Duisburg                                  | Ruhrgebiet-Gesetz, GV.NW. 256/1974, Historisches Gemeindeverzeichnis           |
| Hörde                 | 1340                  | Ernennung                                    | 31.03.1928            | zu Dortmund                                  |                                                                                |
| Horn                  | 1248                  | Ernennung                                    | 31.12.1969            | zu Bad Meinberg-Horn5                        |                                                                                |
| Hüttental             | 01.07.1966            | Ernennung                                    | 31.12.1974            | zu Siegen                                    | Sauerland/Paderborn-Gesetz, GV.NW. 1224/1974, Historisches Gemeindeverzeichnis |
| Kaiserswerth          | vor 1190              | Ernennung                                    | 31.07.1929            | zu Düsseldorf                                |                                                                                |
| Kaldenkirchen         | 04.09.1856            | Ernennung                                    | 31.12.1969            | zu Nettetal                                  |                                                                                |
| Kalk                  | 1877                  | Ernennung                                    | 31.03.1910            | zu Köln                                      |                                                                                |
| Kallenhardt           | 1297                  | Ernennung                                    | kurz nach 1819        | Verlust des Stadtstatus                      |                                                                                |
| Kaster                | 1328                  | Ernennung                                    | 31.12.1974            | zu Bedburg                                   | Köln-Gesetz, GV.NW. 1072/1974, Historisches Gemeindeverzeichnis                |
| Kervenheim            | 1322                  | Ernennung                                    | 1794                  | Verlust des Stadtstatus                      |                                                                                |
| Kettwig               | 25.05.1857            | Ernennung                                    | 31.12.1974            | zu Essen                                     | Ruhrgebiet-Gesetz, GV.NW. 256/1974, Historisches Gemeindeverzeichnis           |
| Kleinenberg           | 1249                  | Ernennung                                    | 31.12.1974            | zu Lichtenau                                 | Sauerland/Paderborn-Gesetz, GV.NW. 1224/1974, Historisches Gemeindeverzeichnis |
| Kranenburg            | 1294                  | Ernennung                                    | 1802                  | Verlust des Stadtstatus                      |                                                                                |
| Langenberg            | 11.02.1859            | Ernennung                                    | 31.12.1974            | zu Velbert                                   | Düsseldorf-Gesetz, GV.NW. 890/1974, Historisches Gemeindeverzeichnis           |
| Lechenich             | 1279                  | Ernennung                                    | 30.06.1969            | zu Erftstadt                                 |                                                                                |
| Lennep                | vor 1279              | Ernennung                                    | 31.07.1929            | zu Remscheid                                 |                                                                                |
| Letmathe              | 15.12.1935            | Ernennung                                    | 31.12.1974            | zu Iserlohn                                  | Sauerland/Paderborn-Gesetz, GV.NW. 1224/1974, Historisches Gemeindeverzeichnis |
| Linn                  | Anfang des 14. Jhd.   | Ernennung                                    | 1901                  | zu Crefeld                                   |                                                                                |
| Lobberich             | 1964                  | Ernennung                                    | 31.12.1969            | zu Nettetal                                  |                                                                                |
| Lüttringhausen        | 18.08.1956            | Ernennung                                    | 31.07.1929            | zu Remscheid                                 |                                                                                |
| Meiderich             | 11.10.1894            | Ernennung                                    | 30.09.1905            | zu Duisburg                                  |                                                                                |
| Mülheim am Rhein      | 1322                  | Ernennung                                    | 31.03.1914            | zu Köln                                      |                                                                                |
| Neheim                | 1358                  | Ernennung                                    | 31.03.1941            | zu Neheim-Hüsten                             |                                                                                |
| Neheim-Hüsten         | 01.04.1941            | aus Hüsten und Neheim                        | 31.12.1974            | zu Arnsberg                                  | Sauerland/Paderborn-Gesetz, GV.NW. 1224/1974, Historisches Gemeindeverzeichnis |
| Neviges6              | 09.09.1922            | Ernennung                                    | 31.12.1974            | zu Velbert                                   | Düsseldorf-Gesetz, GV.NW. 890/1974, Historisches Gemeindeverzeichnis           |
| Obermarsberg          | vor 1222              | Ernennung                                    | 31.12.1974            | zu Marsberg                                  | Sauerland/Paderborn-Gesetz, GV.NW. 1224/1974, Historisches Gemeindeverzeichnis |
| Odenkirchen           | 24.09.1856            | Ernennung                                    | 31.07.1929            | zu Gladbach-Rheydt                           |                                                                                |
| Ohligs7               | 24.09.1856            | Ernennung                                    | 31.07.1929            | zu Solingen                                  |                                                                                |
| Opladen               | 27.12.1858            | Ernennung                                    | 31.12.1974            | zu Leverkusen                                | Köln-Gesetz, GV.NW. 1072/1974, Historisches Gemeindeverzeichnis                |
| Orsoy                 | circa 1273            | Ernennung                                    | 31.12.1974            | zu Rheinberg                                 | Niederrhein-Gesetz, GV.NW. 344/1974, Historisches Gemeindeverzeichnis          |
| Osterfeld             | 17.06.1921            | Ernennung                                    | 31.07.1929            | zu Oberhausen                                |                                                                                |
| Peckelsheim           | 31.07.1318            | Ernennung                                    | 1856                  | Verlust des Stadtstatus                      |                                                                                |
| Porz am Rhein         | 1951                  | Ernennung                                    | 31.12.1974            | zu Köln                                      | Köln-Gesetz, GV.NW. 1072/1974, Historisches Gemeindeverzeichnis                |
| Ramsdorf              | 1384                  | Ernennung                                    | 1623                  | Verlust des Stadtstatus                      |                                                                                |
| Rheda                 | 1355 1862             | Ernennung erneute Ernennung                  | 1856 31.12.1969       | Verlust des Stadtstatus zu Rheda-Wiedenbrück |                                                                                |
| Rheindahlen8          | 1354                  | Ernennung                                    | 31.07.1921            | zu Gladbach-Rheydt                           |                                                                                |
| Rheinhausen           | 01.07.1934            | Ernennung                                    | 31.12.1974            | zu Duisburg                                  | Ruhrgebiet-Gesetz, GV.NW. 256/1974, Historisches Gemeindeverzeichnis           |
| Rheydt                | 24.09.1856 01.04.1933 | Ernennung aus Gladbach-Rheydt                | 31.07.1929 31.12.1974 | zu Gladbach-Rheydt zu Mönchengladbach        | Düsseldorf-Gesetz, GV.NW. 890/1974, Historisches Gemeindeverzeichnis           |
| Ronsdorf              | 13.12.1745            | Ernennung                                    | 31.07.1929            | zu Barmen-Elberfeld1                         |                                                                                |
| Ruhrort               | 1473                  | Ernennung                                    | 30.09.1905            | zu Duisburg                                  |                                                                                |
| Schermbeck            | vor 1417              | Ernennung                                    | nach 1817             | Verlust des Stadtstatus                      |                                                                                |
| Schlüsselburg         | 31.07.1318            | Ernennung                                    | 1856                  | Verlust des Stadtstatus                      |                                                                                |
| Schötmar              | 1920                  | Ernennung                                    | 31.12.1968            | zu Bad Salzuflen                             |                                                                                |
| Schwalenberg          | 1231 06.10.1906       | Ernennung                                    | 31.12.1969            | zu Schieder-Schwalenberg                     |                                                                                |
| Schwaney              | 07.03.1344            | Ernennung                                    | wohl vor 1400         | Verlust des Stadtstatus                      | www.schwaney.de                                                                |
| Sennestadt9           | 14.05.1965            | Ernennung                                    | 31.12.1972            | zu Bielefeld                                 | Bielefeld-Gesetz, GV.NW. 284/1972, Historisches Gemeindeverzeichnis            |
| Sonsbeck              | 1320                  | Ernennung                                    | 1806                  | Verlust des Stadtstatus                      |                                                                                |
| Steele                | 1578                  | Ernennung                                    | 31.07.1929            | zu Essen                                     |                                                                                |
| Sterkrade             | 17.03.1913            | Ernennung                                    | 31.07.1929            | zu Oberhausen                                |                                                                                |
| Süchteln              | 1798                  | Ernennung                                    | 31.12.1969            | zu Viersen                                   |                                                                                |
| Uedem                 | 1294                  | Ernennung                                    | 1798                  | Verlust des Stadtstatus                      |                                                                                |
| Uerdingen             | 1255                  | Ernennung                                    | 31.07.1929            | zu Krefeld-Uerdingen a. Rh.10                |                                                                                |
| Vohwinkel             | 12.02.1921            | Ernennung                                    | 31.07.1929            | zu Barmen-Elberfeld1                         |                                                                                |
| Vörden                | 1342                  | Ernennung                                    | 1803                  | Verlust des Stadtstatus                      |                                                                                |
| Wald                  | 04.09.1856            | Ernennung                                    | 31.07.1929            | zu Solingen                                  |                                                                                |
| Walsum                | 1958                  | Ernennung                                    | 31.12.1974            | zu Duisburg                                  | Ruhrgebiet-Gesetz, GV.NW. 256/1974, Historisches Gemeindeverzeichnis           |
| Wanne-Eickel          | 01.04.1926            | aus den Ämtern Eickel und Wanne              | 31.12.1974            | zu Herne                                     | Ruhrgebiet-Gesetz, GV.NW. 256/1974, Historisches Gemeindeverzeichnis           |
| Wattenscheid          | 15.01.1876            | Ernennung                                    | 31.12.1974            | zu Bochum                                    | Ruhrgebiet-Gesetz, GV.NW. 256/1974, Historisches Gemeindeverzeichnis           |
| Werden                | 1317                  | Ernennung                                    | 31.07.1929            | zu Essen                                     |                                                                                |
| Werth                 | 1426                  | Ernennung                                    | 31.12.1974            | zu Isselburg                                 | Münster/Hamm-Gesetz, GV.NW. 416/1974, Historisches Gemeindeverzeichnis         |
| Westerholt            | 23.12.1938            | Ernennung                                    | 31.12.1974            | zu Herten                                    | Ruhrgebiet-Gesetz, GV.NW. 256/1974, Historisches Gemeindeverzeichnis           |
| Westhofen             | um 1300               | Ernennung                                    | 31.12.1974            | zu Schwerte                                  | Ruhrgebiet-Gesetz, GV.NW. 256/1974, Historisches Gemeindeverzeichnis           |
| Wevelinghoven         | 1839                  | Ernennung                                    | 31.12.1974            | zu Grevenbroich                              | Düsseldorf-Gesetz, GV.NW. 890/1974, Historisches Gemeindeverzeichnis           |
| Wiedenbrück           | 1249                  | Ernennung                                    | 31.12.1969            | zu Rheda-Wiedenbrück                         |                                                                                |
| Wiesdorf              | 12.02.1921            | Ernennung                                    | 31.03.1930            | zu Leverkusen                                |                                                                                |
| Zons                  | 1373                  | Ernennung                                    | 31.12.1974            | zu Dormagen                                  | Düsseldorf-Gesetz, GV.NW. 890/1974, Historisches Gemeindeverzeichnis           |

Fußnoten
1 Die Stadt Barmen-Elberfeld wurde am 25. Januar 1930 in Wuppertal umbenannt.

2 Die Stadt Neukirchen wurde 1904 in Bergisch-Neukirchen und 1964 in Bergisch Neukirchen umbenannt.

3 Die Stadt Gelsenkirchen-Buer wurde am 21. Mai 1930 in Gelsenkirchen umbenannt.

4 Am 1. Januar 1975 wurde die Stadt Monheim aufgelöst. Hitdorf wurde der Stadt Leverkusen zugeschlagen. Die anderen Ortsteile kamen zu Düsseldorf, wurden aber am 1. Juli 1976 ausgegliedert und bildeten die neue Stadt Monheim ohne Hitdorf.

5 Die Stadt Bad Meinberg-Horn wurde am 10. September 1970 in Horn-Bad Meinberg umbenannt.

6 Die Stadt Hardenberg-Neviges wurde im Jahr 1935 in Neviges umbenannt.

7 Die Stadt Merscheid wurde im Jahr 1891 in Ohligs umbenannt.

8 Die Stadt Dahlen wurde im Jahr 1878 in Rheindahlen umbenannt.

9 Die Gemeinde Senne II wurde 1816 Heeper-Senne genannt und am 14. Mai 1965 in Sennestadt umbenannt.

10 Die Stadt Krefeld-Uerdingen a. Rh. wurde am 25. April 1940 in Krefeld umbenannt.

## Rheinland-Pfalz
| Name                           | von             | Grund                       | bis             | Grund                              | Nachweis                          |
| ------------------------------ | --------------- | --------------------------- | --------------- | ---------------------------------- | --------------------------------- |
| Ahrweiler                      | 1248            | Ernennung                   | 06.06.1969      | zu Bad Neuenahr-Ahrweiler          |                                   |
| Altenbamberg                   | 1230            | Ernennung                   | ?               | Verlust des Stadtstatus            |                                   |
| Armsheim                       | 1349            | Ernennung                   | 1470            | Verlust des Stadtstatus            |                                   |
| Bad Neuenahr                   | 1951            | Ernennung                   | 06.06.1969      | zu Bad Neuenahr-Ahrweiler          |                                   |
| Bad Münster am Stein-Ebernburg | 29.04.1978      | Ernennung                   | 30.06.2014      | zu Bad Kreuznach                   | Änderungen bei den Gemeinden      |
| Billigheim                     | etwa 1450       | Ernennung                   | ?               | Verlust des Stadtstatus            |                                   |
| Bosselstein                    | 1346            | Ernennung                   | etwa 1600       | Verlust des Stadtstatus            |                                   |
| Dannenfels                     | 1331            | Ernennung                   | ?               | Verlust des Stadtstatus            |                                   |
| Dausenau                       | 1348            | Ernennung                   | ?               | Verlust des Stadtstatus            |                                   |
| Dirmstein                      | 1780            | Ernennung                   | 1801            | Verlust des Stadtstatus            |                                   |
| Ediger                         | 1363            | Ernennung                   | ?               | Verlust des Stadtstatus            |                                   |
| Ehrang                         | 1346            | Ernennung                   | 1673            | Verlust des Stadtstatus            |                                   |
| Ehrenbreitstein                | etwa 1672       | Ernennung                   | 30.06.1937      | zu Koblenz                         |                                   |
| Engers                         | 1357 02.06.1957 | Ernennung erneute Ernennung | 1856 06.11.1970 | Verlust des Stadtstatus zu Neuwied | Historisches Gemeindeverzeichnis  |
| Godramstein                    | 1285            | Ernennung                   | ?               | Verlust des Stadtstatus            |                                   |
| Göllheim                       | 1400            | Ernennung                   | ?               | Verlust des Stadtstatus            |                                   |
| Grumbach                       | 1330            | Ernennung                   | ?               | Verlust des Stadtstatus            |                                   |
| Herschbach                     | 1343            | Ernennung                   | 1357            | Verlust des Stadtstatus            |                                   |
| Holzappel                      | 1688            | Ernennung                   | 1885            | Verlust des Stadtstatus            |                                   |
| Idar                           | 1865            | Ernennung                   | 30.09.1933      | zu Idar-Oberstein                  |                                   |
| Jockgrim                       | 1346            | Ernennung                   | 1378            | Verlust des Stadtstatus            |                                   |
| Klotten                        | 1333            | Ernennung                   | ?               | Verlust des Stadtstatus            | Pfalzatlas                        |
| Koppenstein                    | 1330            | Ernennung                   | ?               | Verlust des Stadtstatus            | Pfalzatlas                        |
| Lambsheim                      | 1323            | Ernennung                   | 1821            | Verlust des Stadtstatus            |                                   |
| Laumersheim                    | 1364            | Ernennung                   | 1422            | Verlust des Stadtstatus            |                                   |
| Liebenscheid                   | 1360            | Ernennung                   | ?               | Verlust des Stadtstatus            |                                   |
| Martinstein                    | 1344            | Ernennung                   | ?               | Verlust des Stadtstatus            |                                   |
| Monzingen                      | 1355            | Ernennung                   | ?               | Verlust des Stadtstatus            |                                   |
| Neu-Bamberg                    | 1320            | Ernennung                   | ?               | Verlust des Stadtstatus            |                                   |
| Neuleiningen                   | um 1350         | ?                           | 1792            | Verlust des Stadtstatus            |                                   |
| Niederlahnstein                | 1885            | Ernennung                   | 06.06.1969      | zu Lahnstein                       |                                   |
| Niedermendig                   | 06.08.1950      | Ernennung                   | 06.06.1969      | zu Mendig                          |                                   |
| Oberlahnstein                  | 09.01.1324      | Ernennung                   | 06.06.1969      | zu Lahnstein                       |                                   |
| Oberstein                      | 1865            | Ernennung                   | 30.09.1933      | zu Idar-Oberstein                  |                                   |
| Odernheim                      | nach 1471       | Ernennung                   | ?               | Verlust des Stadtstatus            |                                   |
| Odernheim am Glan              | 1349            | Ernennung                   | ?               | Verlust des Stadtstatus            |                                   |
| Offenbach                      | 1330            | Ernennung                   | ?               | Verlust des Stadtstatus            |                                   |
| Oggersheim                     | 1316            | Ernennung                   | 31.03.1938      | zu Ludwigshafen am Rhein           |                                   |
| Oppau-Edigheim                 | 01.04.1929      | Ernennung                   | 31.03.1938      | zu Ludwigshafen am Rhein           |                                   |
| Pfalzel                        | 1346            | Ernennung                   | 29.02.1968      | zu Ehrang-Pfalzel                  |                                   |
| Pfeddersheim                   | 1308 1954       | Ernennung erneute Ernennung | 1874 06.06.1969 | Verlust des Stadtstatus zu Worms   |                                   |
| Scheuern                       | 1348            | Ernennung                   | ?               | Verlust des Stadtstatus            |                                   |
| Trarbach                       | 1856            | Ernennung                   | 1904            | zu Traben-Trarbach                 |                                   |
| Waxweiler                      | 1414            | Ernennung                   | ?               | Verlust des Stadtstatus            |                                   |
| Weisel                         | 1324            | Ernennung                   | 1372            | Verlust des Stadtstatus            | Pfalzatlas                        |
| Welschbillig                   | 1291            | Ernennung                   | 17. Jh.         | Bezeichnung als Flecken            |                                   |
| Winterburg                     | 1331            | Ernennung                   | ?               | Verlust des Stadtstatus            | Pfalzatlas, www.bad-sobernheim.de |

## Saarland
| Name             | von        | Grund     | bis        | Grund          | Nachweis                         |
| ---------------- | ---------- | --------- | ---------- | -------------- | -------------------------------- |
| Dudweiler        | 12.09.1962 | Ernennung | 31.12.1973 | zu Saarbrücken | Historisches Gemeindeverzeichnis |
| Malstatt-Burbach | 03.06.1875 | Ernennung | 31.03.1909 | zu Saarbrücken |                                  |
| St. Johann       | 1321       | Ernennung | 31.03.1909 | zu Saarbrücken |                                  |

## Sachsen
| Name            | von        | Grund                   | bis        | Grund                          | Nachweis                         |
| --------------- | ---------- | ----------------------- | ---------- | ------------------------------ | -------------------------------- |
| Altendresden    | 1403       | Ernennung               | 1549       | zu Dresden                     |                                  |
| Altgeising      | 1453       | Ernennung               | 1857       | zu Geising                     |                                  |
| Annaberg        | 1453       | Ernennung               | 31.12.1948 | zu Annaberg-Buchholz           | Gemeindeverzeichnis 1994         |
| Aue             | 1635       | Ernennung               | 31.12.2018 | zu Aue-Bad Schlema             | Änderungen bei den Gemeinden     |
| Bad Gottleuba   | 1405       | Ernennung               | 31.12.1998 | zu Bad Gottleuba-Berggießhübel | Änderungen bei den Gemeinden     |
| Bärenstein      | 1544       | Ernennung               | 31.12.2003 | zu Altenberg                   | Änderungen bei den Gemeinden     |
| Belgern         | 1286       | Ernennung               | 31.12.2012 | zu Belgern-Schildau            | Änderungen bei den Gemeinden     |
| Berggießhübel   | 1548       | Ernennung               | 31.12.1998 | zu Bad Gottleuba-Berggießhübel | Änderungen bei den Gemeinden     |
| Brand           | 1834       | Ernennung               | 31.03.1912 | zu Brand-Erbisdorf             |                                  |
| Buchholz        | 1539       | Ernennung               | 31.12.1948 | zu Annaberg-Buchholz           | Gemeindeverzeichnis 1994         |
| Callnberg       | 1725       | Ernennung               | 1857       | zu Lichtenstein-Callnberg1     |                                  |
| Ebersbach/Sa.   | 05.09.1925 | Ernennung               | 31.12.2010 | zu Ebersbach-Neugersdorf       | Änderungen bei den Gemeinden     |
| Ernstthal       | 1521       | Ernennung               | 31.12.1897 | zu Hohenstein-Ernstthal        |                                  |
| Geising         | 1453       | Ernennung               | 31.12.2010 | zu Altenberg                   | Änderungen bei den Gemeinden     |
| Grünhain        | 1347       | Ernennung               | 31.12.2004 | zu Grünhain-Beierfeld          | Änderungen bei den Gemeinden     |
| Hohenstein      | 1510       | Ernennung               | 31.12.1897 | zu Hohenstein-Ernstthal        |                                  |
| Klotzsche       | 18.11.1935 | Ernennung               | 30.06.1950 | zu Dresden                     | Gemeindeverzeichnis 1994         |
| Kohren          | 1453       | Ernennung               | 30.06.1934 | zu Kohren-Sahlis               |                                  |
| Kohren-Sahlis   | 01.07.1934 | aus Kohren und Sahlis   | 31.12.2017 | zu Frohburg                    | Änderungen bei den Gemeinden     |
| Kötzschenbroda  | 05.05.1924 | Ernennung               | 31.12.1934 | zu Radebeul                    |                                  |
| Lauenstein      | vor 1489   | Ernennung               | 28.02.1994 | zu Bärenstein                  | Gemeindeverzeichnis 1994         |
| Limbach         | 1883       | Ernennung               | 30.06.1950 | zu Limbach-Oberfrohna          | Gemeindeverzeichnis 1994         |
| Mühltroff       | 1367       | Ernennung               | 31.12.2012 | zu Pausa-Mühltroff             | Änderungen bei den Gemeinden     |
| Mylau           | 1367       | Ernennung               | 31.12.2015 | zu Reichenbach im Vogtland     | Änderungen bei den Gemeinden     |
| Neudorf         | 1550       | Ernennung               | 1866       | zu Dresden                     |                                  |
| Neugersdorf     | 15.12.1924 | Ernennung               | 31.12.2010 | zu Ebersbach-Neugersdorf       | Änderungen bei den Gemeinden     |
| Neugeising      | 1462       | Ernennung               | 1857       | zu Geising                     |                                  |
| Neusalza        | 1670       | Ernennung               | 19.02.1920 | zu Neusalza-Spremberg          |                                  |
| Neustädtel      | 1474       | Ernennung               | 1939       | zu Schneeberg                  |                                  |
| Oberfrohna      | 1935       | Ernennung               | 30.06.1950 | zu Limbach-Oberfrohna          | Gemeindeverzeichnis 1994         |
| Pausa/Vogtl.    | 1367       | Ernennung               | 31.12.2012 | zu Pausa-Mühltroff             | Änderungen bei den Gemeinden     |
| Planitz         | 08.05.1924 | Ernennung               | 31.12.1943 | zu Zwickau                     |                                  |
| Regis           | 1728       | Ernennung               | 30.09.1920 | zu Regis-Breitingen            |                                  |
| Schildau        | ?          | Ernennung               | 31.12.2012 | zu Belgern-Schildau            | Änderungen bei den Gemeinden     |
| Siebenlehn      | 1388       | Ernennung               | 31.08.2003 | zu Großschirma                 | Änderungen bei den Gemeinden     |
| Siegmar         | 01.05.1927 | Ernennung               | 30.09.1935 | zu Siegmar-Schönau             |                                  |
| Siegmar-Schönau | 01.10.1935 | aus Siegmar und Schönau | 30.06.1950 | zu Chemnitz                    | Gemeindeverzeichnis 1994         |
| Unterwiesenthal | 1882       | Ernennung               | 31.08.1921 | zu Oberwiesenthal              | Chronik der Stadt Oberwiesenthal |

Fußnote
1 Die Stadt Lichtenstein-Callnberg wurde im Jahr 1938 in Lichtenstein/Sa. umbenannt.

## Sachsen-Anhalt
| Name                  | von             | Grund                     | bis                   | Grund                         | Nachweis |
| --------------------- | --------------- | ------------------------- | --------------------- | ----------------------------- | --- |
| Ammendorf             | 1937            | Ernennung                 | 30.06.1950            | zu Halle (Saale)              | Gemeindeverzeichnis 1994                                                                                      |
| Ankuhn                | 1435            | Ernennung                 | 1849                  | zu Zerbst/Anhalt              | |
| Bad Kösen             |                 |                           | 01.01.2010            | zu Naumburg (Saale)           | Gebietsänderungen vom 01. Januar bis 31. Dezember 2010                                                        |
| Bad Salzelmen1        | 1290            | Ernennung                 | 01.02.1932            | zu Schönebeck2                | |
| Benneckenstein (Harz) | 14.02.1741      | Ernennung                 | 01.01.2010            | zu Oberharz am Brocken        | Gebietsänderungen vom 01. Januar bis 31. Dezember 2010                                                        |
| Bitterfeld            | ?               | Ernennung                 | 01.07.2007            | zu Bitterfeld-Wolfen          | Gebietsänderungen vom 01.01. bis 31.12.2007                                                                   |
| Brehna                |                 |                           | 01.07.2009            | zu Sandersdorf-Brehna         | Gebietsänderungen vom 02. Januar bis 31. Dezember 2009                                                        |
| Buckau                | 1858            | Ernennung                 | 1887                  | zu Magdeburg                  | |
| Cochstedt             | 1535            | Ernennung                 | 01.03.2004            | zu Hecklingen                 | Gebietsänderungen vom 01.01. bis 31.12.2004                                                                   |
| Dardesheim            | nach 1681       | Ernennung                 | 10.09.2003            | zu Aue-Fallstein3             | Gebietsänderungen vom 01.01. bis 31.12.2003                                                                   |
| Derenburg             |                 |                           | 01.01.2010            | zu Blankenburg (Harz)         | Gebietsänderungen vom 01. Januar bis 31. Dezember 2010                                                        |
| Dessau                | ?               | Ernennung                 | 01.07.2007            | zu Dessau-Roßlau              | Gebietsänderungen vom 01.01. bis 31.12.2007                                                                   |
| Elbingerode (Harz)    | ?               | Ernennung                 | 01.01.2010            | zu Oberharz am Brocken        | Gebietsänderungen vom 01. Januar bis 31. Dezember 2010                                                        |
| Elster (Elbe)         | vor 1386        | ?                         | 1648                  | Verlust des Stadtstatus       | |
| Ermsleben             | nach 1530       | Ernennung                 | 31.12.2001            | zu Falkenstein/Harz           | Gebietsänderungen vom 01.01. bis 31.12.2002                                                                   |
| Frohse                | 961             | Ernennung                 | 01.02.1932            | zu Schönebeck2                | |
| Gernrode              | 1539 19.02.2013 | Ernennung aus Quedlinburg | 01.01.2011 01.01.2014 | zu Quedlinburg zu Quedlinburg | Gebietsänderungen vom 01. Januar bis 31. Dezember 2011 Gebietsänderungen vom 01. Januar bis 31. Dezember 2014 |
| Glaucha               | ?               | Ernennung                 | 1817                  | zu Halle (Saale)              | |
| Gröbzig               |                 |                           | 01.09.2010            | zu Südliches Anhalt           | Gebietsänderungen vom 01. Januar bis 31. Dezember 2010                                                        |
| Groß Apenburg         | 1344            | Ernennung                 | etwa 1630             | Verlust des Stadtstatus       | |
| Großalsleben          | 1852            | Ernennung                 | 01.01.2001            | zu Gröningen                  | Gebietsänderungen vom 01.01. bis 31.12.2001                                                                   |
| Güntersberge          |                 |                           | 01.08.2009            | zu Harzgerode                 | Gebietsänderungen vom 02. Januar bis 31. Dezember 2009                                                        |
| Hadmersleben          | ?               | ?                         | 01.09.2010            | zu Oschersleben (Bode)        | Gebietsänderungen vom 01. Januar bis 31. Dezember 2010                                                        |
| Halle-Neustadt        | 12.05.1967      | aus Halle (Saale)         | 06.05.1990            | zu Halle (Saale)              | Gemeindeverzeichnis 1994                                                                                      |
| Hasselfelde           | 1222            | Ernennung                 | 01.01.2010            | zu Oberharz am Brocken        | Gebietsänderungen vom 01. Januar bis 31. Dezember 2010                                                        |
| Hoym                  |                 |                           | 15.07.2009            | zu Seeland                    | Gebietsänderungen vom 02. Januar bis 31. Dezember 2009                                                        |
| Jeßnitz               |                 |                           | 01.01.2010            | zu Raguhn-Jeßnitz             | Gebietsänderungen vom 01. Januar bis 31. Dezember 2010                                                        |
| Leimbach              | 1530            | Ernennung                 | 30.06.1950            | zu Mansfeld                   | Gemeindeverzeichnis 1994                                                                                      |
| Leopoldshall          | 1919            | Ernennung                 | 31.03.1946            | zu Staßfurt                   | |
| Lindau                | 1852            | Ernennung                 | 01.01.2010            | zu Zerbst/Anhalt              | Gebietsänderungen vom 01. Januar bis 31. Dezember 2010                                                        |
| Loburg                | 1207            | Ernennung                 | 01.01.2009            | zu Möckern                    | Gebietsänderungen am 01.01.2009                                                                               |
| Löbejün               |                 |                           | 01.01.2011            | zu Wettin-Löbejün4            | Gebietsänderungen vom 01. Januar bis 31. Dezember 2011                                                        |
| Neuhaldensleben       | ?               | Ernennung                 | 1938                  | zu Haldensleben               | |
| Neumarkt              | ?               | Ernennung                 | 1817                  | zu Halle (Saale)              | |
| Neustadt-Magdeburg    | 1230            | Ernennung                 | 31.03.1886            | zu Magdeburg                  | |
| Oebisfelde            |                 |                           | 01.01.2010            | zu Oebisfelde-Weferlingen     | Gebietsänderungen vom 01. Januar bis 31. Dezember 2010                                                        |
| Oranienbaum           | etwa 1683       | Ernennung                 | 01.01.2011            | zu Oranienbaum-Wörlitz        | Gebietsänderungen vom 01. Januar bis 31. Dezember 2011                                                        |
| Prettin               | etwa 1807       | ?                         | 01.01.2011            | zu Annaburg                   | Gebietsänderungen vom 01. Januar bis 31. Dezember 2011                                                        |
| Pretzsch (Elbe)       | 1206 (1651)     | Ernennung                 | 01.07.2009            | zu Bad Schmiedeberg           | Gebietsänderungen vom 02. Januar bis 31. Dezember 2009                                                        |
| Radegast              |                 |                           | 01.01.2010            | zu Südliches Anhalt           | Gebietsänderungen vom 01. Januar bis 31. Dezember 2010                                                        |
| Raguhn                |                 |                           | 01.01.2010            | zu Raguhn-Jeßnitz             | Gebietsänderungen vom 01. Januar bis 31. Dezember 2010                                                        |
| Roßlau (Elbe)         | ? 01.04.1946    | Ernennung aus Dessau      | 31.03.1935 01.07.2007 | zu Dessau zu Dessau-Roßlau    | Gebietsänderungen vom 01.01. bis 31.12.2007                                                                   |
| Sandersleben (Anhalt) |                 |                           | 01.01.2010            | zu Arnstein                   | Gebietsänderungen vom 01. Januar bis 31. Dezember 2010                                                        |
| Schafstädt            | 1558            | Ernennung                 | 01.01.2008            | zu Bad Lauchstädt             | Gebietsänderungen vom 01.01. bis 31.12.2008                                                                   |
| Schweinitz/Elster     | 1350            | Ernennung                 | 31.12.1992            | zu Jessen (Elster)            | Gebietsänderungen vom 01.01. bis 31.12.1993                                                                   |
| Seehausen             |                 |                           | 01.01.2010            | zu Wanzleben-Börde            | Gebietsänderungen vom 01. Januar bis 31. Dezember 2010                                                        |
| Seyda                 | 1506            | Ernennung                 | 01.03.2004            | zu Jessen (Elster)            | Gebietsänderungen vom 01.01. bis 31.12.2004                                                                   |
| Stolberg (Harz)       | vor 1300        | Ernennung                 | 01.09.2010            | zu Südharz                    | Gebietsänderungen vom 01. Januar bis 31. Dezember 2010                                                        |
| Sudenburg             | 1368            | Ernennung                 | 30.06.1867            | zu Magdeburg                  | |
| Wanzleben             |                 |                           | 01.01.2010            | zu Wanzleben-Börde            | Gebietsänderungen vom 01. Januar bis 31. Dezember 2010                                                        |
| Wettin                |                 |                           | 01.01.2011            | zu Wettin-Löbejün4            | Gebietsänderungen vom 01. Januar bis 31. Dezember 2011                                                        |
| Wolfen                | 1958            | Ernennung                 | 01.07.2007            | zu Bitterfeld-Wolfen          | Gebietsänderungen vom 01.01. bis 31.12.2007                                                                   |
| Wörlitz               | 1440            | Ernennung                 | 01.01.2011            | zu Oranienbaum-Wörlitz        | Gebietsänderungen vom 01. Januar bis 31. Dezember 2011                                                        |
| Zahna                 |                 |                           | 01.01.2011            | zu Zahna-Elster               | Gebietsänderungen vom 01. Januar bis 31. Dezember 2011                                                        |

Fußnoten
1 Die Stadt Bad Salzelmen hieß bis 1926 Groß Salze.

2 Die Stadt Schönebeck hieß vom 1. Februar 1932 bis zum 22. März 1933 Schönebeck-Bad Salzelmen.

3 Die Gemeinde Aue-Fallstein wurde am 1. Januar 2010 in die Stadt Osterwieck eingegliedert.
4 Die Stadt Wettin-Löbejün hieß vom 1. Januar 2011 bis zum 7. April 2011 Löbejün-Wettin.

## Schleswig-Holstein
| Name                    | von       | Grund     | bis         | Grund                   | Nachweis                     |
| ----------------------- | --------- | --------- | ----------- | ----------------------- | ---------------------------- |
| Ahrensbök               | 1912      | Ernennung | 1933        | Verlust der Stadtrechte |                              |
| Bornhöved               | 1299      | Ernennung | 1426        | Verlust der Stadtrechte |                              |
| Brunsbüttelkoog         | 1948      | Ernennung | 31.12.1969  | zu Brunsbüttel          |                              |
| Burg auf Fehmarn        | etwa 1300 | Ernennung | 31.12.2002  | zu Fehmarn              | Änderungen bei den Gemeinden |
| Lemkenhafen auf Fehmarn | 1462      | Ernennung | 1510        | Verlust der Stadtrechte |                              |
| Löwenstadt              | 1158      | Gründung  | kurz darauf | Scheitern des Projektes |                              |
| Lunden                  | 1529      | Ernennung | 1559        | Verlust der Stadtrechte |                              |
| Travemünde              | ?         | Ernennung | 1913        | zu Lübeck               |                              |
| Westerland              | 1905      | Ernennung | 31.12.2008  | zu Sylt                 | Änderungen bei den Gemeinden |
| Zarpen                  | etwa 1265 | Ernennung | 1473        | Verlust der Stadtrechte |                              |

Außerdem seien die folgenden beiden uralten Städte erwähnt:
- Haithabu: Wikingerstadt bis 1066
- Rungholt: ging 1362 unter, Stadtrecht ist fraglich

## Thüringen
| Name                        | von             | Grund                                              | bis                   | Grund                                   | Nachweis                     |
| --------------------------- | --------------- | -------------------------------------------------- | --------------------- | --------------------------------------- | ---------------------------- |
| Am Ettersberg               | 01.01.2019      | nach Zusammenschluss mehrerer Gemeinden            | 31.07.2019            | Verlust des Stadtstatus                 | Änderungen bei den Gemeinden |
| Auma                        | 1236            | Ernennung                                          | 30.11.2011            | zu Auma-Weidatal                        | Änderungen bei den Gemeinden |
| Bad Colberg-Heldburg        | 23.03.1993      | aus Bad Colberg, Heldburg und 4 weiteren Gemeinden | 31.12.2018            | zu Heldburg                             | Änderungen bei den Gemeinden |
| Berga/Elster                | 1378            | Ernennung                                          | 31.12.2023            | zu Berga-Wünschendorf                   | Änderungen bei den Gemeinden |
| Berka/Werra                 | 1847            | Ernennung                                          | 31.12.2018            | zu Werra-Suhl-Tal                       | Änderungen bei den Gemeinden |
| Brotterode                  | 1936            | Ernennung                                          | 30.11.2011            | zu Brotterode-Trusetal                  | Änderungen bei den Gemeinden |
| Buttelstedt                 | 1334            | Ernennung                                          | 31.12.2018            | zu Am Ettersberg                        | Änderungen bei den Gemeinden |
| Buttstädt                   | 1392            | Ernennung                                          | 31.12.2018            | aus Buttstädt und 10 weiteren Gemeinden | Änderungen bei den Gemeinden |
| Camburg                     | 1349            | Ernennung                                          | 30.11.2008            | zu Dornburg-Camburg                     | Änderungen bei den Gemeinden |
| Creuzburg                   | 1189            | Ernennung                                          | 30.12.2019            | zu Amt Creuzburg                        | Änderungen bei den Gemeinden |
| Dornburg/Saale              | 1343            | Ernennung                                          | 30.11.2008            | zu Dornburg-Camburg                     | Änderungen bei den Gemeinden |
| Gehren                      | 08.02.1855      | Ernennung                                          | 05.07.2018            | zu Ilmenau                              | Änderungen bei den Gemeinden |
| Großenehrich                | 1521            | Ernennung                                          | 31.12.2020            | zu Greußen                              | Änderungen bei den Gemeinden |
| Heldrungen                  | 1530            | Ernennung                                          | 31.12.2018            | zu An der Schmücke                      | Änderungen bei den Gemeinden |
| Kindelbrück                 | 1291            | Ernennung                                          | 31.12.2018            | Verlust des Stadtstatus                 | Änderungen bei den Gemeinden |
| Langenberg                  | 1933            | Ernennung                                          | 30.06.1950            | zu Gera                                 | Gemeindeverzeichnis 1994     |
| Langewiesen                 | 08.02.1855      | Ernennung                                          | 05.07.2018            | zu Ilmenau                              | Änderungen bei den Gemeinden |
| Leinefelde                  | 1969            | Ernennung                                          | 15.03.2004            | zu Leinefelde-Worbis                    | Änderungen bei den Gemeinden |
| Lobeda                      | 1284 01.10.1924 | Ernennung erneute Ernennung                        | 30.09.1922 31.07.1946 | zu Jena erneut zu Jena                  |                              |
| Mehlis                      | 1894            | Ernennung                                          | 31.03.1919            | zu Zella-Mehlis                         |                              |
| Oberlind                    | 1931            | Ernennung                                          | 30.06.1950            | zu Sonneberg                            | Gemeindeverzeichnis 1994     |
| Oberweißbach/Thüringer Wald | 1932            | Ernennung                                          | 31.12.2018            | zu Schwarzatal                          | Änderungen bei den Gemeinden |
| Remda                       | 1286            | Ernennung                                          | 31.12.1996            | zu Remda-Teichel                        | Änderungen bei den Gemeinden |
| Remda-Teichel               | 01.01.1997      | aus Remda, Teichel und 10 weiteren Gemeinden       | 31.12.2018            | zu Rudolstadt                           | Änderungen bei den Gemeinden |
| Roßleben                    | 17.06.1999      | Ernennung                                          | 31.12.2018            | zu Roßleben-Wiehe                       | Änderungen bei den Gemeinden |
| Saalburg                    | 1313            | Ernennung                                          | 31.12.2002            | zu Saalburg-Ebersdorf                   | Änderungen bei den Gemeinden |
| Schlotheim                  | 1277            | Ernennung                                          | 30.12.2019            | zu Nottertal-Heilinger Höhen            | Änderungen bei den Gemeinden |
| Sparnberg                   | 1302            | Ernennung                                          | nach 1720             | Verlust des Stadtstatus                 |                              |
| Stadtlengsfeld              | 1359            | Ernennung                                          | 31.12.2018            | zu Dermbach                             | Änderungen bei den Gemeinden |
| Steinheid                   | 1530            | Ernennung                                          | kurz darauf           | Verlust des Stadtstatus                 |                              |
| Tannroda                    | 1403            | Ernennung                                          | 08.04.1994            | zu Bad Berka                            | Gemeindeverzeichnis 1994     |
| Teichel                     | 1417            | Ernennung                                          | 31.12.1996            | zu Remda-Teichel                        | Änderungen bei den Gemeinden |
| Thamsbrück                  | 1206            | Ernennung                                          | 07.03.1994            | zu Bad Langensalza                      | Gemeindeverzeichnis 1994     |
| Triebes                     | 1919            | Ernennung                                          | 31.01.2006            | zu Zeulenroda-Triebes                   | Änderungen bei den Gemeinden |
| Wiehe                       | 1297            | Ernennung                                          | 31.12.2018            | zu Roßleben-Wiehe                       | Änderungen bei den Gemeinden |
| Worbis                      | 1255            | Ernennung                                          | 15.03.2004            | zu Leinefelde-Worbis                    | Änderungen bei den Gemeinden |
| Zeulenroda                  | 1438            | Ernennung                                          | 31.01.2006            | zu Zeulenroda-Triebes                   | Änderungen bei den Gemeinden |